# Kotjebisjön
Kotjebisjön (georgiska: ქოჩების ტბა) är en saltsjö i Georgien. Den ligger i den östra delen av landet, i regionen Kachetien. Arean är 0,43 kvadratkilometer.